# متمم عرض
في نظام الإحداثيات الكروية، فإن متمم العرض أو تمام العرض هو الزاوية المتممة لعرض معين، أي فرق العرض عن الزاوية القائمة. عروض نصف الأرض الجنوبي قيمها سالبة، وبالتالي يُشار إليها بإشارة ناقص .
يتوافق متمم العرض مع الزاوية القطبية ثلاثية الأبعاد في الإحداثيات الكروية، على عكس العرض كما هو مستخدم في رسم الخرائط.

## أمثلة
مجموع العرض وتمام العرض يساوي 90 درجة.
| مكان          | العرض    | متمم العرض |
| ------------- | -------- | ---------- |
| القطب الشمالي | 90 درجة  | 0 درجة     |
| خط الاستواء   | 0 درجة   | 90 درجة    |
| القطب الجنوبي | -90 درجة | 180 درجة   |